# Битва при Аннаберге
Битва при Аннаберге (нем. Sturm auf den Annaberg), в польской историографии — Сражение у горы Святой Анны (пол. Bitwa o Górę św. Anny) — крупнейшее боестолкновение в ходе Силезских восстаний. Боевые действия длились с 21 по 26 мая 1921 года в районе Аннаберга, стратегической высоты у одноимённой деревни, расположенной к юго-востоку от Опельна, в Верхней Силезии. Высота была захвачена польскими военизированными формированиями во время Третьего силезского восстания, но частям немецкого фрайкора удалось выбить с неё повстанцев.

## Исторический фон
Положения Версальского договора ограничивали размер немецкого рейхсвера до ста тысяч человек. В этих условиях множество патриотически настроенных демобилизованных солдат старой имперской армии создали несколько независимых полувоенных формирований. Зачастую части немецкого фрайкора даже не приносили присягу центральному правительству. Тогда как правительство Веймарской республики периодически помогало этим отрядам в части снабжения и транспортировки. Внутри страны подразделения фрайкора противостояли коммунистам, а на окраинах бывшей Германской империи противодействовали стремлению других этносов к самоопределению. И хотя Веймарская республика уже успела признать независимость польского государства после Версальских соглашений, между двумя странами всё ещё оставались спорные территории, ставшие ареной будущего конфликта.
К 30 апреля 1921 года польско-силезские чиновники во главе с Войцехом Корфанты пришли к выводу, что под контроль Германии перейдёт бо́льшая часть промышленной области проведения плебисцита, призванного разделить Верхнюю Силезию, что полностью не устраивало польскую сторону. И хотя официальная Варшава предостерегала избегать насилия любыми способами, было решено поднять третье восстание.

## Дальнейший ход событий
В ночь со 2 на 3 мая польское спецподразделение группа «Вавельберг», подорвав ряд мостов, отрезала верхнесилезский регион от остальной Германии.
Одновременно с этим, в три часа ночи 3 мая польские силы сопротивления перешли в наступление, за считанные дни отбросив разрозненные и малочисленные германские силы самообороны на запад, достигнув естественного рубежа на восточном берегу Одера. 4 мая была захвачена 400-метровая гора Аннаберг, имевшая стратегическое значение.
В течение следующих двух недель немцы готовили контрнаступление и накапливали силы, привлекая добровольцев из других районов Германии. Общее командование операцией осуществлял генерал-лейтенант Карл Хёфер, южную группировку на Одере возглавлял генерал-лейтенант Бернхард фон Гюльзен, а в лесах на севере рассматриваемой области сосредотачивались части подполковника Грюнцена.
Со временем эти войска были усилены с прибытием частей фрайкора «Оберланд» из Баварии, под командованием майора Альберта риттера фон Бекха. Его бойцы (общим числом 1650 человек) были закалёнными Первой мировой войной ветеранами, среди которых были видные личности будущей нацистской Германии, такие как Йозеф Дитрих (отличившийся в ходе этого сражения), Рудольф Хёсс, Эдмунд Хайнес, Йозеф Рёмер и Петер фон Хайдебрек (также отличившийся в битве, в связи с чем стал известен в Германии как «герой Аннаберга»). Кроме того, определённую помощь оказал прибывший из Эрлангена добровольческий студенческий отряд. Наконец, дополняли немецкие соединения силезские военизированные батальоны самообороны (нем. Selbstschutzes Oberschlesien), состоявшие из демобилизованных ветеранов Первой мировой и юношей, которые во время войны были ещё допризывниками. И хотя в целом польские силы в регионе превосходили числом немецкие, последние были более подготовлены, тогда как среди поляков было много гражданских.

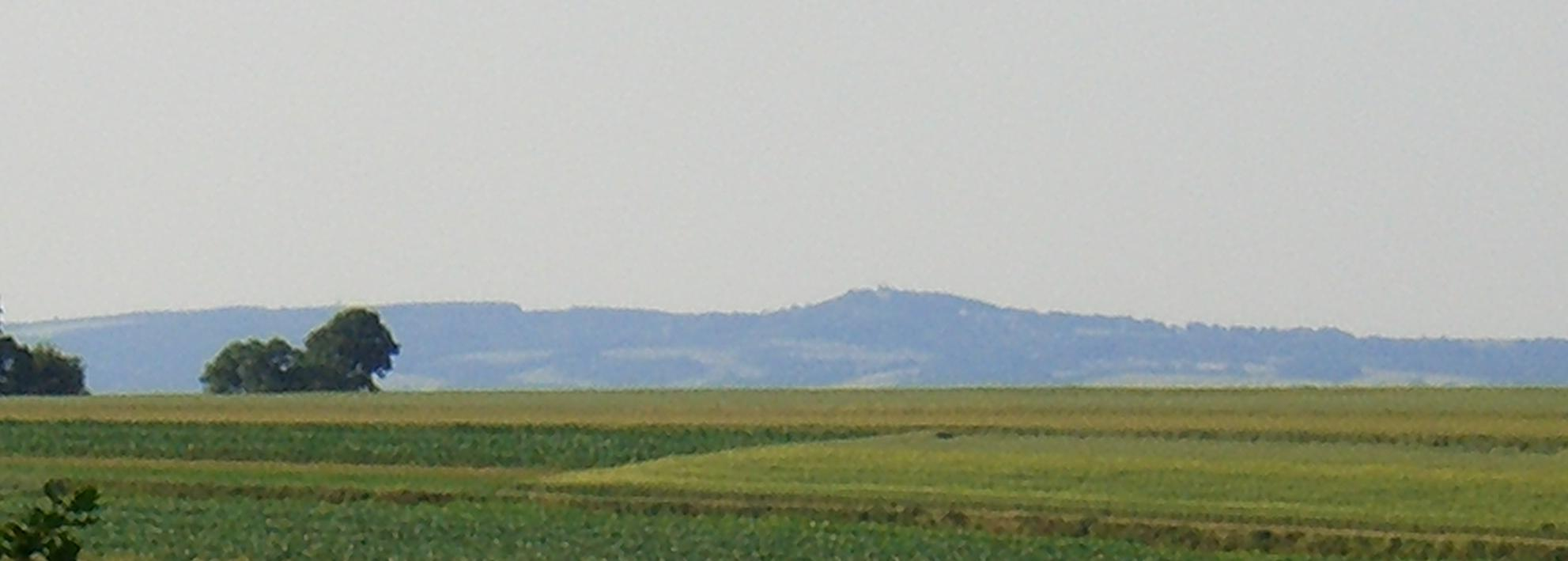
Вид на гору святой Анны (Аннаберг) с юга

## Ход боёв 21-26 мая
Аннаберг (или гора Святой Анны) была религиозным символом для немецких силезцев, на её вершине был расположен монастырь. Кроме того она имела важное стратегическое значение — господствующая высота, с которой открывался вид на всю долину Одера. Немецкие командующие, генералы Гюльзен и Хёфер, решили задействовать для атаки три батальона баварского «Оберланда», для чего перебросили их в Краппиц в течение 19 — 20 мая 1921 года. Командир одной из рот фрайкора Манфред фон Киллингер писал впоследствии в своём дневнике: «Это было время для великой, очевидной победы, пришедшей на смену утомительной рутине патрулей и позиционных боёв».
Основные бои развернулись на западном и северо-западном предгорьях Хелмского массива. В ходе боевых действий, согласно отчету генерала Хефера, некоторые немецкие батальоны сохранили лишь от 10 до 15% своего первоначального личного состава. Днем 21 мая повстанцы выбили немецкие войска из Калинова, Позновиц, Шпженчице и станции Камень.
22 мая силезские повстанцы также отбили Рашову и Данец, а в районе Янушковице пресекли попытки противника форсировать Одер.
Перед рассветом 23 мая повстанцы захватили Камень, Каменек, Седльце, Позновице и Калиновице, но вскоре их атака была остановлена огнем немецкой артиллерии. Повстанцы также отбили Личиню, Рашову, Красову, Янушковице и Вельмежовице, а также Лёнки-Козельские. Затем повстанцы сосредоточились на захвате Лесницы, за которую развернулись тяжелые рукопашные бои. В то же время немецкие войска атаковали и заняли Долну, Ольшову и Ключ. Затем баварские контингенты атаковали повстанцев между Лесницей и Личинией, используя артиллерию и кавалерию. В Личине, Леснице, Ключе, Залесье велись бои за отдельные здания. Столь же тяжелые бои шли в районе Янушковице, Красовой и Льки-Козельских.
В конце дня 23 мая из-за провала наступления в центре фронта силезские повстанцы заняли позиции на следующих высотах: Кросница, Избицка, Отмице, станция Камень, Калиново, Ксенжи Лось, Ольшова, Попич, Ключе, Залесье Слёнске, Лёнки Козеньске, Рашова и Янушковице. Чтобы не допустить отправки подкреплений в район горы Свента-Анна, немцы 23 мая атаковали также на юге Верхней Силезии в районе Ользы. В последующие дни бои были менее интенсивными, и 25 мая немецкое командование внесло предложение о прекращении огня.
26 мая Верховное командование повстанческих войск издало приказ, запрещающий наступательные действия против немцев в связи с началом переговоров о перемирии. На момент издания вышеупомянутого приказа линия фронта проходила с севера от Кросницы, Избица, Отмице, Позновице, Калиновице, Долны, Чарноцина, Личини, Лонки-Козельских, Красовой и Вельмежовице.
После раздела Верхней Силезии в 1921 году гора святой Анны осталась в Германии.